# Lillsjön (Norbergs socken, Västmanland, 666721-151176)
Lillsjön är en sjö i Norbergs kommun i Västmanland och ingår i Dalälvens huvudavrinningsområde.